# Gran Loggia Liberale d'Italia

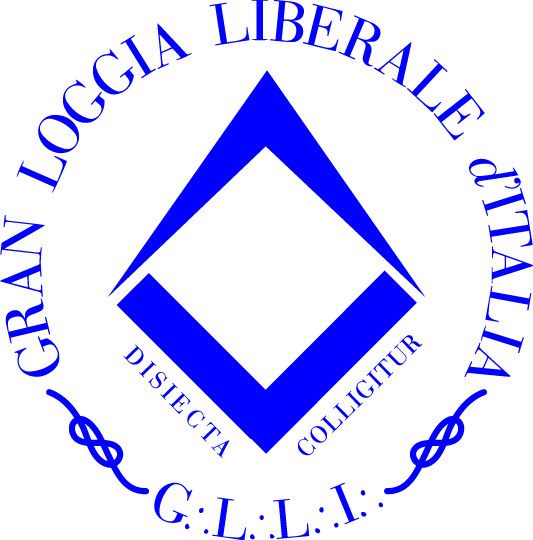

La Gran Loggia Liberale (G.L.L.I.) è una associazione di Logge massoniche sovrane che lavorano nei primi tre Gradi simbolici della Massoneria Universale, Apprendista, Compagno d'Arte e Maestro Libero Muratore, e che accolgono tra i loro membri sia uomini che donne senza alcuna distinzione di censo, patria, nazionalità, fede religiosa e credo politico. La Gran Loggia Liberale d'Italia si riconosce nello schema internazionale della cosiddetta "massoneria liberale" che sostiene e difende l'assoluta libertà di coscienza dei propri membri.

## Storia
La Gran Loggia Liberale d'Italia è stata costituita il 27 dicembre 2018 da quindici logge massoniche fondatrici già attive nelle città di Bordighera, Savona, Torino, Udine, Ancona, Firenze, Taranto, Matera, Potenza, Messina, Catania, Palermo, Beirut (Libano), con l'intento dichiarato "di creare un Ordine massonico che, pur nel rispetto della tradizione simbolica della Libera Muratoria Universale, sia maggiormente rispondente alle esigenze della società moderna in termini di trasparenza e rispetto dei valori democratici".

## Associazione
La Gran Loggia Liberale d'Italia è strutturata come una associazione di logge massoniche, con atto costitutivo registrato in data 27 febbraio 2019 e statuto associativo depositato in stessa data. L'articolo 4 dello statuto (Scopo e finalità) recita: 
"L'Associazione non si occupa né di politica né di questioni religiose, non ha scopo di lucro e riconosce come principi fondamentali ed informatori del presente Statuto quelli di:
LIBERTA’ – UGUAGLIANZA - FRATELLANZA
Pertanto, riconosce, persegue e promuove i principi della Massoneria Universale attraverso la piena realizzazione e difesa dei valori umani quali: libertà, uguaglianza, fratellanza, tolleranza, rispetto dell’altro e solidarietà;
l’Associazione, in particolare,  si propone:
·       Il rifiuto di ogni discriminazione;
·       lo sviluppo della dinamica dell’ascolto e del dialogo secondo l’aforisma “comprendi l’altro come vorresti fosse fatto con te”;
·       la ricerca della verità attraverso l’applicazione del dubbio metodologico, l'approfondimento di antichi e nuovi percorsi metafisici e lo studio del pensiero dei grandi filosofi;
·       l’approfondimento del percorso iniziatico;
·       la promozione culturale;
·       la promozione della solidarietà interna ed esterna;
·       la tutela delle associazioni territoriali ad essa aderenti denominate anche  “Logge”.
L'Associazione, per il raggiungimento dei suoi fini, indirizza, promuove e coordina le attività delle sue associate. A tal scopo intende promuovere varie attività tra cui, a titolo meramente esemplificativo, convegni, conferenze, dibattiti, seminari, gruppi di studio e di ricerca, corsi di formazione, pubblicazione di riviste, bollettini, atti di convegni e seminari nonché strumenti di dialogo con le Istituzioni ecc.
L’Associazione si propone inoltre di organizzare eventi, pubblicazioni e, in generale, piani di comunicazione al fine di superare quelle discriminazioni che possono pregiudicare le sue componenti - sia come associazione/Logge che come singoli partecipanti alle stesse - nei propri diritti".

## Struttura
Gli organismi associativi sono:
- L'Assemblea dei Soci, detta Gran Loggia, composta dai rappresentanti delle logge aderenti (Maestri Venerabili e Sorveglianti); costituisce l'organo legislativo.
- Il Consiglio Direttivo, detto Giunta Esecutiva, composto da nove membri: il Gran Maestro, avente la funzione di Presidente, l'ex-Gran Maestro (ruolo inizialmente ricoperto da un Gran Maestro Aggiunto)  avente la funzione di Vice Presidente,  il Segretario, il Tesoriere, il Segretario alle Relazioni Esterne, il Primo Gran Sorvegliante, il Secondo Gran Sorvegliante, l'Oratore e il Copritore Interno, con funzione di consiglieri; costituisce l'organo amministrativo
- Il Collegio dei Sindaci revisori, composto da tre membri; svolge la funzione di controllo della gestione finanziaria dell'associazione
- il Collegio dei Probiviri, composto da cinque membri; costituisce l'organo giudicante in caso di violazioni statutarie
- Il Tribunale Nazionale, composto da un Presidente e da un numero variabile di "giudici"; costituisce l'organo giudicante nelle sole controversie di ordine etico-massonico

Il Gran Maestro, il Primo e il Secondo Gran Sorvegliante, l'Oratore e il Gran Copritore Interno sono eletti dalla assemblea dei rappresentanti di loggia; il Segretario, il Tesoriere, il Segretario alle Relazioni Esterne e il Presidente del Tribunale Nazionale sono nominati dal Gran Maestro sulla base di effettive competenze nelle materie inerenti; i sindaci revisori e i probiviri sono eletti dall'Assemblea dei Soci. 

## Documenti associativi
La Gran Loggia Liberale d'Italia è regolamentata dai seguenti documenti
- Statuto dell'Associazione Gran Loggia Liberale d'Italia (depositato in data 27 febbraio 2019)
- Costituzione e Regolamento Generale
- Regolamento elettorale
- Regolamento di giustizia massonica

## Gran Maestri
Il primo Gran Maestro della Gran Loggia Liberale d'Italia è l'anconetano Marco Galeazzi, ingegnere libero professionista.  Iniziato il 20 marzo 1981 nella loggia "Stamira" n. 192 aderente alla Gran Loggia d'Italia degli Alam, vi ha militato fino al marzo del 2017 rivestendo incarichi locali e nazionali. Ha raggiunto il 33º Grado del Rito Scozzese Antico ed Accettato. Dal 2007 al 2013, sotto la gran maestranza di Luigi Pruneti, ha rivestito il ruolo di Gran Maestro Aggiunto.  Ha anche rivestito il ruolo di vice-presidente tesoriere dell'organizzazione massonica internazionale CLIPSAS dal 2011 al 2013.
Lasciata la Gran Loggia d'Italia degli A.L.A.M., è stato tra i fondatori della loggia "Stamira Virescit - Ankon", che dopo una breve adesione all'O.M.T.I. (Ordine Massonico Tradizionale Italiano) è stata tra le fondatrici della Gran Loggia Liberale d'Italia assumendo il numero d'ordine 12.
Eletto per acclamazione Presidente e Gran Maestro della Gran Loggia Liberale all'atto della fondazione, ha guidato l'associazione per il primo mandato.
Il 25 marzo 2023, a quasi 5 anni dalla fondazione, si sono svolte le elezioni per il rinnovo delle cariche nazionali, ed è risultato eletto come nuovo Gran Maestro la Sorella Luisa Ceravolo, consulente aziendale di Monza.  Di formazione umanistica, la Sorella Luisa Ceravolo è stata iniziata a Milano nel 1991,nella loggia "Voltaire" aderente alla Gran Loggia d'Italia degli Alam, dove ha rivestito diverse cariche locali e nazionali, e raggiunto il 33º Grado del Rito Scozzese Antico ed Accettato nel 2016.  Nel novembre del 2020, con la sua loggia "Sub Rosa" d Monza, aderisce alla Gran Loggia Liberale d'Italia, dove successivamente assume il ruolo di Tesoriere nazionale.
Il 23 settembre 2023, in una solenne cerimonia rituale in Sicilia, ad Aci Castello, presenti numerosi Fratelli e Sorelle da tutti Italia e ospiti internazionali, è avvenuto il passaggio di consegne tra il Gran Maestro uscente Fratello Marco Galeazzi e il nuovo Gran Maestro Sorella Luisa Ceravolo.